# Природоохранные зоны Армении
Природоохранные территории Армении составляют 374 000 гектаров, что составляет более 12 % её территории. На 2011 год территории Армении расположено 3 заповедника, 4 национальных парка, 27 заказников.
Здесь охраняются 60 % видового состава флоры и фауны Армении. Охраняемые
территории суши составляют около 6 % территории республики, что крайне недостаточно
для страны с таким богатым биологическим и ландшафтным разнообразиями и
подверженной сильному антропогенному давлению. Особо охраняемые природные
территории, за исключением национального парка «Севан», в основном, охватывают лесные
ландшафты.
Система особо охраняемых природных территорий Армении начала формироваться с 1958 года. Согласно закону «Об особо охраняемых природных территориях» (1991), в республике
особо охраняемые природные территории имеют статус государственных заповедников, национальных парков, заказников и памятников природы.

## Заповедники
Согласно действующему природоохранному законодательству Армении, «Государственный заповедник — это представляющая экологическую, научную, историко-культурную ценность и наделённая эстетическими качествами особая природоохранная территория, где процессы развития природной среды протекают без непосредственного вмешательства человека». В заповедниках деятельность человека ограничивается лишь научными исследованиями.

### Хосровский заповедник
История гласит, что ещё в IV веке царь Хосров II объявил юго-западные склоны Гегамского нагорья заповедными. Здесь по его указу был создан искусственный лес. На протяжении веков Хосровский заповедник являлся местом охоты для знати, животные привозились и разводились в заповеднике из регионов Ближнего Востока, в основном из Персии.
В 1958 году леса Хосрова, состоявшие из 8 отдельных территорий, были официально объявлены единым заповедником. Хосровский заповедник расположен к юго-востоку от Еревана, в юго-западной части Гегамского вулканического нагорья, в бассейнах рек Азат и Веди. Заповедник расположен на северо-востоке области Арарат, на высоте 1400—2250 метров над уровнем моря; занимает площадь 29196 га, из которых 9000 покрыты лесами. Заповедник имеет довольно сложный рельеф с удивительными пейзажами.
В заповеднике богатая флора. Здесь произрастает более 1800 видов растений, 156 из которых считаются редкими, 146 — числятся в Красной книге Армении. Фауна разнообразна: среди обитателей более 30 видов пресмыкающихся, 142 видов птиц, 55 видов млекопитающих. Также встречается множество видов амфибий, паукообразных и т. д. В настоящее время Хосровский заповедник является местом обитания переднеазиатского леопарда.

### Шикахогский заповедник
Шикахогский заповедник располагается на крайнем юге страны, в Сюникской области, на северных склонах Мегринского хребта. Климат здесь тёплый и влажный. Площадь — около 10000 га.
Здесь встречается более 1000 видов растений. Сохранились редкие виды папоротников, такие как ужовник обыкновенный и орляк таврический. Заповедник является местом произрастания для многих исчезающих видов растений: подснежник закавказский, подснежник Артюшенко, тюльпан смешанный, груша зангезурская, симфиандра зангезурская и др.
Заповедник располагается на высоте от 1000 до 3000 метров над уровнем моря. В низинных районах встречаются: хурма кавказская, гранат обыкновенный, держи-дерево, бук восточный, восточный платан, грецкий орех, каштан; есть тисовые рощи. До высоты 2200 м простираются дубово-грабовые леса, для защиты которых и был создан заповедник в 1958 году; до 2600 м — смешанные сообщества берёзы, рябины и можжевельника, а в самом верхнем поясе — альпийские луга.
В заповеднике встречаются различные виды змей: гюрза, песчаный удавчик, полосатый полоз, др. Шикахогский заповедник является основным местом обитания переднеазиатского (персидского) леопарда в Армении. Здесь также обитают: бурые медведи, дикие кабаны, косули, волки, куницы, дикобразы, др. Встречается множество птиц: белоголовый сип, бурый гриф, удод, горихвостка обыкновенная, зелёный дятел, совы и другие.

### Эребунийский заповедник
Эребунийский заповедник располагается недалеко от Еревана, в центральной части Вохиабердского хребта, между сёлами Шорбулах и Гехадир, на третичных красных глинах. Был создан в 1981 году; занимает площадь около 90 га. На территории заповедника преимущественно произрастают дикие злаковые виды, существовавшие здесь более миллиона лет: араратская (Triticum araraticum), беотийская (Triticum boeoticum) и урартская (Triticum urartu) пшеницы, корнеголовник восточный, касатик сетчатый, гогенакерия бесстебельная, гунделия Турнефора, амблиопирум, актинолема, шовиция, цикорий железистый, ирис сетчатый и ирис изящный, и многие другие виды. Всего здесь произрастает около 300 видов растений. Встречается много редких видов жуков, 9 видов змей и ящериц, несколько амфибий, лисы, ласки, волки, барсуки, куницы и около 50 видов птиц.

Мне приходилось изучать многочисленные страны, которые принято считать древними земледельческими, однако более богатой, более интересной местности, чем Шорбулах, трудно найти.
— Н. И. Вавилов

## Национальные парки

### Дилижанский национальный парк
Дилижанский национальный парк основан в 1958 году для защиты буковых и дубовых лесов, сосен, тисовых рощ и горных озёр (озёра Парз и Гош); занимает площадь 27995 га.
В Дилижанском парке произрастает более 1000 видов растений, наиболее распространёнными являются иберийский дуб, бук восточный, различные виды граба, а также ясень, некоторые виды липы, клёна и другие. Некоторые растения, например, зорька, различные орхидеи, рябчик и другие, включены в Красную книгу Армении.
В фауне парка выделяются 107 видов птиц, такие как канюк, кавказский тетерев, перепел, чёрный коршун, малый подорлик, стервятник, вяхирь, филин, неясыть, каспийский улар, беркут, бородач, белоголовый сип, серая куропатка, горная чечётка, красношапочный вьюрок, каменный воробей, жаворонок, удод, зимородок, белая и серая трясогузки, большая белая цапля и многие другие.
Есть 45 видов млекопитающих, таких как бурый медведь, волк, лисица, барсук, куница, рысь. Очень распространены лесные мыши, персидская белка, соня, заяц-русак, кабан, пятнистый олень и косуля.
Есть 16 видов рептилий и 4 вида амфибий.

### Севанский национальный парк
Севан является вторым по запасам пресных вод горным озером в мире (уступает Титикаке) — расположен на высоте 1900 метров над уровнем моря.
Национальный парк был создан в 1978 году для защиты озёра Севан и прилегающих районов. Его площадь, включая буферную зону, составляет 150100 га, 125300 га из которых занимает озеро и это число неуклонно растёт на протяжении последних лет — ежегодно уровень воды поднимается на 30-40 см.

### Национальный парк Озеро Арпи
Создан в 2010 году на крайнем северо-западе Армении, в области Ширак с целью сохранения естественных памятников природы, многообразию ландшафта и биологической среды реки Ахурян, озёр Арпи и Арденис, экосистем альпийских и пойменных лугов, расположенных между восточной частью горной гряды Егнахага и юго-западной частью Джавахетской горной гряды. Высота над уровнем моря колеблется от 2000 метров в долине до 3000 в горах. Здесь самый суровый климат во всем регионе: зимой морозы достигают отметки −50 °C, бураны превращают округу в снежную пустыню.
Площадь национального парка составляет 62000 га, на его территории произрастает около 670 видов растений, 22 из которых занесены в Красную книгу Армении, обитает 30 видов млекопитающих, в том числе такой редкий вид, как европейская выдра, кроме того здесь встречается 200 видов птиц, 40 из которых занесены в Красную книгу Армении.
Из растений здесь встречаются акантолимон Габриэляна, астрагал гокчинский, вайда севанская, рябины луристанская и айастанская, адонис волжский и многие другие.
В озере встречается 9 видов рыб, в том числе, сиг, усач и карп.
На территории парка проживает 6 видов амфибиий (зелёная жаба, озёрная лягушка), 17 видов рептилий (армянская ящерица, обыкновенный уж, медянка, гадюка).
Здесь можно встретить около 267 видов птиц: армянскую чайку, белоголовую утку, крякву, серого гуся, лысуху, лебедя-кликуна, баклана, каравайку и многих других.

### Национальный парк Аревик
Расположен на крайнем юге Армении, в области Сюникской области, на территории южного отрога Мегринского хребта, в бассейнах рек Мегри, Шванидзор и Нювади на площади более 34400 га. Создан в 2010 году для сохранения экосистемы региона (широколиственных лесов, полупустынь, горных степей, можжевеловых редколесий, альпийских и субальпийских лугов), редких и исчезающих видов животных, таких как переднеазиатский (персидский) леопард, полосатая гиена, безоаровый козел, армянский муфлон, бурый медведь, выдра, улар каспийский, кавказский тетерев, армянская гадюка и другие. На территории национального парка встречается более 1500 видов растений, обитает около 245 видов позвоночных, 12 из которых занесены в Красную книгу Армении. Здесь обитает 34 вида млекопитающих: перевязка, выдра, волк, лисица, куница и другие.

## Заказники
Заказники организованы в основном в 1950-1970 годах. В соответствии с Законом РА «Об особо охраняемых природных территориях», «Государственные заказники это те навсегда или временно выделенные территории, где обеспечиваются охрана и воспроизводство природных комплексов и их элементов, представляющих эталонную, научную, историко-культурную и хозяйственную ценность. На территории заказника ограничивается или запрещается любая деятельность, которая противоречит цели заказника». Заказникам переданы функции охраны природных комплексов Армении и их особо ценных компонентов, улучшения и воспроизводства генофонда растительного и животного мира, обеспечения на территории хозяйственных и природоохранных отношений.
| Заказник                                  | Год основания | Площадь (га) | Расположение                                                                                                  | Объект охраны |
| ----------------------------------------- | ------------- | ------------ | --- | --- |
| Севличский заказник                       | 2001          | 240          | Север области Сюник; близ города Горис, на высоте 2650 метров над уровнем моря, на склоне горы Мец Ишханасар. | Озеро Сев и прилегающие альпийские луга.                                                                                         |
| Гюнейское можжевеловое редколесье         | 1958          |              | Область Гегаркуник; восточные склоны Арегунийского и западные склоны Севанского и хребтов.                    | Можжевеловые леса. |
| Ахнапатская тисовая роща                  | 1958          |              | Область Тавуш; западные склоны Миапорского хребта.                                                            | Тисовая роща. |
| Лещины Арджатхлени                        | 1958          | 40           | Область Тавуш; бассейн реки Хачахпюр (северо-западнее города Иджеван).                                        | Лещиновые и тисовые леса. |
| Сосны Банкса                              | 1959          |              | Область Арагацотн; северные склоны Цахкуняцского хребта в бассейне реки Мармарик.                             | Сосновый лес. |
| Гораванские пески                         | 1959          |              | Область Арарат; к югу от города Веди и села Гораван.                                                          | Гораванская песчаная пустыня. |
| Гергерское можжевеловое редколесье        | 1958          |              | Область Вайоц-Дзор; бассейн реки Гергер.                                                                      | Леса можжевельника и груши, поддерживание экосистемы в бассейне реки.                                                            |
| Джермукский гидрологический заказник      | 1983          | 3865         | Область Вайоц-Дзор; верховья бассейна реки Арпа, к северо-востоку от города Джермук.                          | Родники. |
| Джермукский заказник                      | 1958          | 3865         | Область Сюник; к юго-востоку от города Джермук.                                                               | Горные леса и его обитателей: армянский муфлон, безоаровый козел, бурый медведь.                                                 |
| Цавская роща                              | 1958          | 64           | Область Сюник; Бассейн реки Цав.                                                                              | Роща восточного платана. |
| Рододендроновый Мртаварденийский заказник | 1959          |              | Восток области Арагацотн; северные склоны Памбакского и Цахкуняцского хребтов.                                | Рододендрон кавказский. |
| Маргаовитский заказник                    | 1959          |              | Юг области Лори; к северу от села Фиолетово.                                                                  | Горные леса и редкие виды животных: безоаровый козел, благородный олень, бурый медведь, дикий кабан, кавказский тетерев, др.     |
| Арагацский альпийский заказник            | 1959          |              | Область Арагацотн; южный склон горы Арагац.                                                                   | Озеро Кари и альпийские луга в его окрестностях.                                                                                 |
| Арзакан-Меградзорский заказник            | 1971          |              | Область Котайк; бассейны рек Мармарик и Даларик.                                                              | Горные леса и редкие виды животных: безоаровый козел, благородный олень, бурый медведь, дикий кабан, кавказский тетерев, др.     |
| Иджеванский заказник                      | 1971          | 5908         | Область Тавуш; склоны Иджеванского хребта к северу от города Иджеван.                                         | Горные леса и редкие виды животных: безоаровый козел, армянский муфлон, косуля, бурый медведь, дикобраз, кавказский тетерев, др. |
| Гандзакарский заказник                    | 1971          | 6183         | Область Тавуш; к востоку от Иджевана, на высоте 1500—2700 метров.                                             | Горные леса и редкие виды животных: безоаровый козел, армянский муфлон, косуля, бурый медведь, дикобраз, кавказский тетерев, др. |
| Гетикский заказник                        | 1971          | 5730         | Области Гегаркуник и Тавуш; бассейн реки Гетик.                                                               | Горные леса и редкие виды животных: безоаровый козел, армянский муфлон, косуля, бурый медведь, дикобраз, кавказский тетерев, др. |
| Ехегнадзорский заказник                   | 1971          | 4200         | Область Вайоц-Дзор; бассейн реки Ехегис.                                                                      | Горные леса и редкие виды животных: безоаровый козел, армянский муфлон, кабан, бурый медведь, дикобраз, др.                      |
| Горисский заказник                        | 1989          | 1850         | Область Сюник; бассейн реки Варараг.                                                                          | Горные леса и редкие виды животных: безоаровый козел, армянский муфлон, кабан, бурый медведь, дикобраз, др.                      |
| Бохакарский заказник                      | 1989          | 2728         | Область Сюник; восточные склоны Зангезурского хребта на высоте 1400—2200 м, к северу от города Агарак.        | Флора и фауна. |
| Анкаванский гидрологический заказник      | 1981          | 3400         | Области Арагацотн и Котайк; верховья реки Мармарик.                                                           | Родники. |
| Вордан Кармир                             | 1987          | 190          | Область Арарат; между сёлами Аразап, Аргаванд и Ехегнут, к югу от города Мецамор.                             | Армянская кошениль и экосистема в полупустыне Араратской долины.                                                                 |
| Гюлагаракские сосны                       | 1958          |              | Область Лори; к югу от села Гюлагарак, на высоте 1400—1900 метров.                                            | Сосновый лес на северных склонах Базумского хребта.                                                                              |
| Зангезур                                  | 2009          | 17369        | Область Сюник; верховья рек Вохчи и Гехи на Зангезурском хребте; юг Баргушатского хребта.                     | Биоразнообразие. |
| Зикатар                                   | 2010          | 150          | Север области Тавуш; северо-восточный склон горы Зикатар, вблизи города Ноемберян.                            | Биоразнообразие региона. |
| Хор Вирап                                 | 2007          | 50           | Запад области Арарат; близ монастыря Хор Вирап.                                                               | Водно-болотная экосистема. |
| Гилан (с арм.волки)                       | 2007          | 120          | Северо-восток области Арарат.                                                                                 | Горно-лесная экосистема. |

## Природные памятники
В государственном списке Армении насчитывается 230 памятников природы.
Согласно закону «Об особо охраняемых природных территориях» (1991) в Армении памятники природы имеют статус особо охраняемых территорий и являются природными объектами, представляющими исключительное или типично-научное и историко-культурное значение.
Большие различия генетических, возрастных, морфологических и других признаков
ландшафтных комплексов и их отдельных компонентов создали богатое разнообразие
живых и неживых природных памятников. Многие из них имеют большое международное значение и считаются международными эталонами.
Среди неживых памятников — новейшие вулканические образования, которые
встречаются в долинах рек Азат, Арпа, Раздан и представляют собой базальтовые столбчатые и лучеобразные образования, а также своеобразные вулканические конусы Гегамского и Варденисского горных массивов, редкие рельефные выветривания (природные пирамиды и разные чудотворные образования Гориса), множество высокогорных озёр, минеральные и пресные источники и др..